# Seznam mest v Etiopiji
Seznam mest v Etiopiji.

## A
- Abij Adi
- Adama (tudi Nazaret ali Nazret)
- Adis Abeba (አዲስ ፡ አበባ) (redkeje Addis Abeba)
- Adis Alem
- Adigrat
- Adva
- Aksum (አክሱም)
- Alamata
- Amba Marjam
- Ambo
- Ankober
- Arba Minč
- Areka
- Asaita
- Asela
- Asosa
- Avasa
- Avaš

## B
- Babile
- Bako
- Badme
- Bahir Dar
- Bati
- Bedži
- Beica
- Boditi
- Bonga

## Č
- Čagni
- Čenča

## D
- Debre Berhan (tudi Debre Birhan)
- Debre Dava
- Debre Markos
- Debre Sina
- Debre Tabor
- Debre Zejit
- Deder
- Dembidolo
- Dese (tudi Desie)
- Dila
- Dire Dava (ድሬዳዋ)
- Dolo Odo
- Džidžiga
- Džima
- Džinka

## F
- Finča

## G
- Gambela
- Gijon
- Gimbi
- Goba
- Gode
- Gondar
- Gore
- Gorgora

## H
- Hagere Hijvet
- Hajk
- Harar (redkeje Harer)
- Hosaina
- Humera

## I
- Irgalem (tudi Jirga Alem)

## J
- Jabelo
- Jeha

## K
- Kabri Dar
- Kobo
- Kofele
- Kombolča (tudi Kembolča)
- Konso
- Korem
- Kulubi

## L
- Lalibela (ላሊበላ)

## M
- Majčev
- Mekele
- Meki
- Metema
- Metu
- Mieso
- Mizan Teferi
- Modžo
- Mojale

## N
- Negaš
- Negele Boran (ali Negeli)
- Nekemte

## R
- Robe

## S
- Savla
- Sekota
- Sendafa
- Sire
- Sodo
- Sodore

## Š
- Šakiso
- Šašaman (ሻሸመኔ, tudi Šašemen)
- Šilavo
- Šire (ali Inda Selasje, Enda Selasje)

## T
- Tija
- Tipi
- Turmi

## V
- Vaka
- Valval
- Veldija
- Verder
- Vere Ilu
- Voldia
- Voleka
- Vučale

## Z
- Zivaj